# Astragalus neuquenensis
Astragalus neuquenensis är en ärtväxtart som beskrevs av Gomez-sosa. Astragalus neuquenensis ingår i släktet vedlar, och familjen ärtväxter. Inga underarter finns listade i Catalogue of Life.